# Mario Bahamonde Silva
Mario Bahamonde Silva (Taltal, 17 de abril de 1910 - Antofagasta, 30 de noviembre de 1979) fue un escritor y profesor chileno. 

## Biografía
Hijo de Antonio Bahamonde López, profesor, y doña Amelia, vivió en Taltal hasta su 2º año de humanidades. Después, se trasladó a Santiago y terminó la secundaria en el Internado Nacional Barros Arana, donde destaca como dirigente estudiantil, ayudante en la biblioteca, el deportivo y el ateneo. Luego, continúa con su vocación por las letras e ingresa al Instituto Pedagógico de la Universidad de Chile a estudiar Pedagogía en Castellano y Filosofía. Paralelamente, hizo clases en el Instituto Federico Hansen.
Bahamonde en 1934 comienza a trabajar en el Liceo de Hombres de Antofagasta dictando las asignaturas de Castellano y Filosofía. Estando dedicado a sus escritos. Inicialmente escribía poesía, obteniendo un certamen Municipal (1943) que se publicarían en Tres cuentos del norte con las obras de los demás ganadores «El cara’e picante», de  Bahamonde, «La Justicia» (A. Ramírez B.) y «Los 60 pesos de Lucho Rivera» (M. Durán Díaz).
Su primer libro publicado es Pampa volcada (1945) Obra rica en tipos humanos del mundo salitrero, que contiene tres cuentos y formó parte de la Colección La Honda, serie que reunió a casi todos los escritores de la generación del 38. Su siguiente publicación es  De cuán lejos viene el tiempo (1951), que contiene el cuento «Toda la Pampa es un solo camino», considerado como el mejor relato histórico de Bahamonde.
Luego de 20 años de docencia, a sus  43 años (1954), asumió la Rectoría en reemplazo de Santiago Seguel. Ser director del Liceo de Hombres no lo aleja de la escritura, sino que da comienzo a una nueva etapa literaria, ya es con su propia imprenta del Liceo de Hombres, donde imprime sus obras Ala viva (1956); 16 poetas nortinos (1960); Antofagasta, pasión y poesía (1961); Y al Norte... la poesía (1962), además en ella se multicopia la revista Alborada y varios escritos literarios del también profesor del establecimiento, Andrés Sabella.
Luego vendría Huella rota (1955), Novela corta sobre vida de un obrero de Chuquicamata, con la que recibe el Primer Premio Municipalidad de Antofagasta, y cataloga su obra de como valiosos documentos de las revoluciones culturales y políticas en las décadas del 30 y 40, destacando el relato protagónico social del norte. Nicomedes Guzmán, poeta y novelista también enmarcado dentro de la Generación del 38 afirma que: "Bahamonde fue fiel a su tierra de piedras y arenales, de soles y distancias, camanchacas y huellas. Desde el primero hasta su último libro se escucha el latido del desierto y las voces de sus habitantes."
La obra de Bahamonde, más ligada a la prosa, no deja de lado la poesía, el ensayo y la crítica. Que el autor logra con investigación histórica, cultural y literaria, dando a sus escritos riqueza en sabiduría popular, folclor, música, danza y tradiciones orales. Trabajo que no lo aleja de sus labores en el área de extensión de la Universidad de Chile en Antofagasta y en torno al campo periodístico, en la edición de El Mercurio de Antofagasta.
En el campo de la investigación cultural, publicó Poemas y grabados (1965); Antología del cuento nortino (1966); Antología de la Poesía nortina (1966).
Bahamonde fue separado de su cargo de Rector del Liceo de Hombres de Antofagasta en septiembre de 1973 y lo sucede en el cargo el vicerrector Heriberto Jiménez San Juan.
Años después, su novela El Caudillo de Copiapó (1977), le valió el Premio Municipal de Santiago. Le siguen, Derroteros y Cangallas (1978) y el Diccionario de voces del norte de Chile (1978)
El 30 de noviembre de 1979, muere en Antofagasta. Lo que no impidió que se publicarán sus obras Gabriela Mistral en Antofagasta, años de forja y valentía (1980); Ruta panamericana (1980); y Gente de greda o los ceremoniales del tiempo (1981) (dos títulos tentativos para la novela y se respetaron ambos al desconocer la preferencia del autor).

## Publicaciones
- 1943 - Tres cuentos del Norte. Antofagasta. Certamen Municipal "El cara´e picante"
- 1945 - Pampa volcada
- 1948 - Revista Antofagasta. Artículo sobre Juan López
- 1951 - De cuán lejos viene el tiempo
- 1955 - Huella rota
- 1956 - Ala viva
- 1960 - 16 poetas nortinos
- 1961 - Antofagasta, pasión y poesía
- 1962 - Y al Norte... la poesía
- 1965 - Poemas y grabados
- 1966 - Antología del cuento nortino
- 1966 - Antología de la poesía nortina.
- 1971 - "Guia de la producción intelectual nortina" Trabajo de investifación y difusión. Servicio de Extensión, U. de Chile.
- 1972 - "El viento del desierto en la poesía de Pablo Neruda" Revista de Cutltura Universita
- 1972 - "Soledad en la Puna" Concurso de Cuento 72 "Baldomero Lillo"
- 1973 - Pampinos y Salitreros. Editorial Nacional Quimantú Ltda.
- 1973 - "El Calladito". Revista El Cuento N° 60. México
- 1975 - "El Río Indígena". Diario Provincia año 1. N° 16. Cumaná, Venezuela.
- 1977 - El Caudillo de Copiapó. Editorial Nascimiento.
- 1978 - Derroteros y Cangallas. Editorial Nascimiento.
- 1978 - Diccionario de voces del norte de Chile. Editorial Nascimiento.
- 1978 - "Vino añejo de las leyendas nortinas". Revista Atenea N° 438.
- 1979 - Los Archivos del Siglo XIX. En Épica de Antofagasta, 14 de febrero 1879/1979.
- 1980 - Gabriela Mistral en Antofagasta, años de forja y valentía
- 1980 - Ruta panamericana
- 1981 - Gente de greda o los ceremoniales del tiempo (se respetaron ambos títulos, al desconocer la preferencia del autor)

## Premios
- 1977 - Premio Municipal de Santiago

## Cosas a su cargo
1. ↑  «Liceo de Hombres de Antofagasta». Archivado desde el original el 2 de febrero de 2011.
2. ↑  «docencia».
3. ↑  «La obra de Bahamonde».

- Datos: Q5998487